# Krzyż Katyński w Krotoszynie

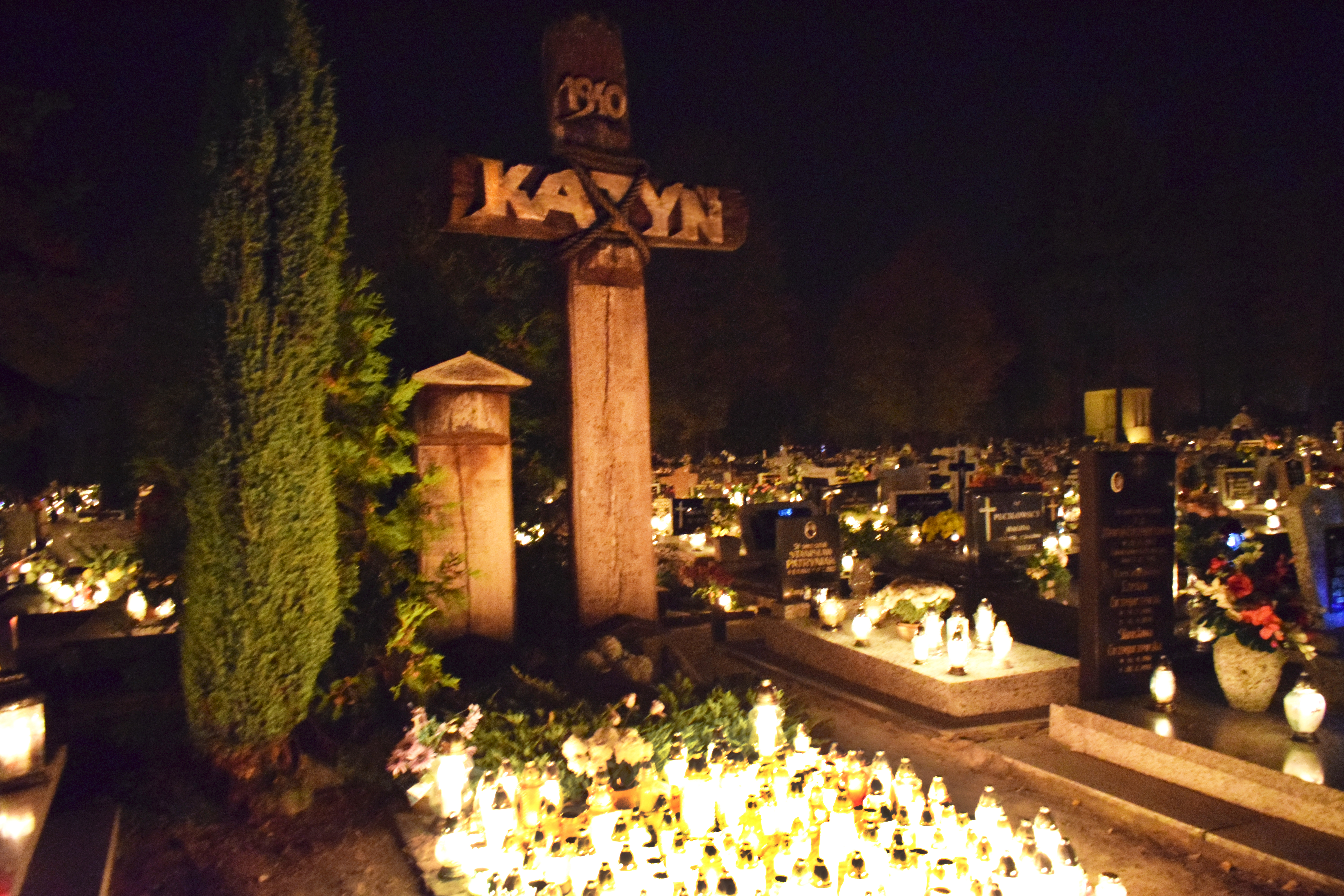
Krzyż Katyński w Krotoszynie w nocy

Krzyż Katyński w Krotoszynie – krzyż postawiony i poświęcony w Krotoszynie (Cmentarz Parafialny) w dniu 18 maja 1991 roku, w 51 rocznicę zbrodni katyńskiej, z inicjatywy rodzin ofiar zamordowanych przez NKWD w Katyniu i innych miejscach kaźni, pochodzących z regionu lub związanych z powiatem krotoszyńskim.

## Historia powstania krzyża
Ofiarami zbrodni katyńskiej byli także Krotoszynianie – żołnierze 56 Pułku Piechoty Wielkopolskiej (56 pp), który w trzeciej dekadzie sierpnia 1939, po przeprowadzeniu mobilizacji niejawnej, zostali przydzieleni do Oddziału Zbierania Nadwyżek (OZN) i w jego składzie wysłani do Ośrodka Zapasowego 25 Dywizji Piechoty (OZ 25 DP) w Kielcach. Lista ofiar (prawdopodobnie niepełna), które powiązane były z ziemią krotoszyńską, w 1991 roku została wyryta na Krzyżu Katyńskim, znajdującym się w kwaterze wojskowej krotoszyńskiego cmentarza parafialnego.
Krzyż Katyński postawiony został w 51 rocznicę zbrodni katyńskiej z inicjatywy rodzin zamordowanych oficerów i powstającego stowarzyszenia Rodziny Katyńskie (później stowarzyszenia z całej Polski weszły w skład Federacji Rodzin Katyńskich), we współpracy z Lidią Ławniczak. Autorem Krzyża Katyńskiego był Andrzej Opaliński.

## Opis krzyża
Krzyż ma około 5 metrów wysokości. Na szczycie belki pionowej wyryto rok 1940, zaś na belce poziomej umieszczono napis Katyń. Pośrodku Krzyża Katyńskiego spleciony sznur, symbolizujący skrępowane ręce zamordowanych oficerów. Krzyż został wykonany z drzewa dębowego. Podstawa krzyża spękana, co było zamierzeniem Andrzeja Opalińskiego. Może to być odczytane jako nawiązanie do bezmiaru cierpienia rodzin zamordowanych oficerów oraz nagłego przerwania życia ofiar. Na Krzyżu wyryto 56 nazwisk zamordowanych ofiar. U podstawy Krzyża wmurowano ozdobną urnę z ziemią katyńską. Przed nią na kamieniu wyryto słowa-motto Jana Kochanowskiego: „A jeśli komu otwarta droga do nieba, Tym co służą Ojczyźnie”. Do 2010 roku krzyż był pomalowany brązową bejcą. Kiedy nazwisk przybywało, zaistniała potrzeba postawienia obok drugiego mniejszego monumentu z drewna, który znajduje się obecnie po lewej stronie Krzyża Katyńskiego.

## Nazwiska zamordowanych oficerów umieszczone na Krzyżu Katyńskim
Autorem Listy Katyńczyków z powiatu krotoszyńskiego jest Antoni Korsak, prezes Towarzystwa Miłośników i Badaczy Ziemi Krotoszyńskiej, a opublikowana została w wydawnictwie „Krotoszyn i okolice” opracowania i materiały historyczne, t. VI, praca zbiorowa pod redakcją Józefa Zdunka, Krotoszyn 2010, s. 173–179.

## Kozielsk–Katyń
- Banasiewicz Teodor – ppor. Wojska Polskiego, ur. w Sulmierzycach w 1899 r., powstaniec wielkopolski;
- Ciemnoczołowski Edmund – ppor. rez., ur. w Rogowie w 1902 r., nauczyciel, rodzina w Krotoszynie;
- Długosz Mieczysław – ppor. rez., ur. 1910 r., nauczyciel z Głuchowa k. Pogorzeli;
- Drecki Edmund – por. Wojska Polskiego, ur. w Miłosławiu w 1897 r., powstaniec wielkopolski, nadleśniczy w Krotoszynie;
- Fibak Leonard – ppor. rez. 70 pp. w Pleszewie, ur. 1903 r., absolwent Gimnazjum w Krotoszynie, farmaceuta;
- Gidaszewski Stanisław – ppor. lotnictwa, ur. 1913 r., absolwent Gimnazjum w Krotoszynie, mieszkaniec Kromolic;
- Haschek Franciszek – ppor. 56 pp., ur. 1914 r., absolwent Gimnazjum w Krotoszynie;
- Janda Wacław – ppor. rez. 69 pp. w Gnieźnie, ur. 1887 r., nauczyciel z Gorzupi pow. Krotoszyn;
- Kowalczyk Adam – kpt. sł. st. 56 pp., ur. 1894 r., delegowany na kwatermistrza w 3 pp. KOP w Augustowie;
- Ludwiczak Edward – por. rez. 17 p. uł. w Lesznie, ur. w Krotoszynie w 1911 r., absolwent SN w Krotoszynie, nauczyciel;
- Nawrocki Władysław – kpt. sł. st. 56 pp., ur. w Krotoszynie w 1891 r., Krzyż VM, wykł. w KK Rawicz, komendant PW i WF w Gostyniu;
- Pawłowski Jan Baptysta– por. rez. 22 p. uł. w Brodach, ur. 1909 r., notariusz zamieszkały w Krotoszynie;
- Robaczyk Józef– ppor. rez. 75 pp. w Chorzowie, ur. 1908 r., absolwent SN w Krotoszynie, nauczyciel;
- Siniecki Władysław – por. rez., ur. w Koźminie w 1903 r.;
- Synoradzki Telesfor– por. san. rez., lekarz internista, dyrektor szpitala w Koźminie;
- Tetzlaff Bronisław– por. rez., ur. w Dzielicach pow. Krotoszyn w 1895 r., prawnik;
- Wołosianko Michał – kpt. 56 pp., ur. 1901 r., lekarz internista;
- Woronowicz Edward– por. rez. Wojska Polskiego, ur. 1897 r., starosta powiatu koźmińskiego z lat 1927 – 28;
- Wójcikiewicz Zbigniew Kajetan – ppor. rez. 55 pp. w Lesznie, ur. 1907 r., urzędnik, rodzina w Krotoszynie;

## Ostaszków–Miednoje (Twer)
- Andrzejewski Władysław – post. Policji Państwowej w Krotoszynie, ur. 1900 r., zamieszkały w Wyganowie;
- Gątowski Franciszek – post. Policji Państwowej w Łucku, ur. 1894 r., pochodził z Koźmina;
- Janczak Ignacy – post. Policji Państwowej, ur. 1902 r., rodzina w Krotoszynie;
- Kozietulski Przemysław, Piotr – por. sł. st. 56 pp., ur. 1911 r., delegowany do KOP, rodzina w Krotoszynie;
- Krawczyński Kazimierz – post. Policji Państwowej w Kobylinie, ur. w Kobylinie w 1913 r.;
- Kuczyński Piotr – post. Policji Państwowej, ur. w Smolicach pow. Krotoszyn w 1888 r.;
- Marciniak Józef – plut. sł. st. 9 pp. w Zamościu, ur. w Koźminie w 1901 r., rodzina w Koźminie;
- Michalczyk Antoni – st. przod. Policji Państwowej w Krotoszynie, ur. w Granówku w 1890 r.;
- Wierciński Michał – przod. Policji Państwowej, ur. 1903 r., komendant posterunku w Witkowie, rodzina w Krotoszynie;
- Wojtaszek Stanisław – post. Policji Państwowej w Krotoszynie, ur. 1910 r.;

## Starobielsk–Piatichatki (Charków)
- Chodkiewicz Stanisław – por. rez. 56 pp. z OZ 25 DP, ur. we Lwowie w 1902 r.;
- Chyłka Feliks – ppor. rez. 60 pp. w Ostrowie Wielkopolskim, ur. 1915 r., lekarz z Ustkowa pow. Krotoszyn;
- Ciążyński Teodor – por. 7 p. strz. kon. w Poznaniu, urodzony w Pleszewie w 1895 r., syn dzierżawcy z Ustkowa;
- Cynkutis Edward – ppor. 41 pp. w Suwałkach, urodzony 1901 r., urzędnik, rodzina w Krotoszynie;
- Dorosz Stanisław – ppor. sł. st. 56 pp. w Krotoszynie/65 pp. w (?), ur. w Rajtarowie w 1911 r.;
- Filoda Franciszek – ppor. rez. 56 pp., ur. w Wojciechowie w 1895 r., handlowiec;
- Frąckowiak Ignacy – ppor. rez. 70 pp. w Pleszewie, ur. 1907 r., nauczyciel z Zalesia Wielkiego, rodzina w Krotoszynie;
- Gibasiewicz Jan – por. rez. 56 pp., ur. w Krotoszynie w 1900 r., wiceburmistrz Krotoszyna;
- Hechmann Jan – ppor. rez. 56 pp., ur. 1901 r., zamieszkały w Krotoszynie kupiec;
- Jabłecki Edward – por. 56 pp., ur. 1909 r.;
- Kapała Józef – kpt. sł. st. 56 pp., ur. 1898 r., zamieszkały w Krotoszynie;
- Kuna Marian Tadeusz – por. sł. st. 56 pp., ur. 1909 r., zamieszkały w Krotoszynie;
- Leja Józef – ppor. rez. 56 pp. oraz 60 pp. w Ostrowie Wlkp. z OZ 25 DP, ur. 1907 r.;
- Lewin-Lewiński Czesław – mjr sł. st., dowódca OZN 56 pp, OZ 25 DP, ur. 1897 r.;
- Malinowski Piotr – ppor. rez. 56 pp., ur. 1909 r., urzędnik Dyrekcji Okręgowej Kolei Państwowych;
- Mocek Czesław – mjr sł. st. 56 pp., mieszkaniec Krotoszyna;
- Nabzdyk Stanisław – ppor. 56 pp., ur. w Lutogniewie w 1895 r., zamieszkały w Lutogniewie;
- Ofierzyński Konrad – ppor. rez. 56 pp. z OZ 25 DP, ur. w Poznaniu w 1909 r.;
- Otto Jan August – ppor. rez. 56 pp. z OZ 25 DP, ur. w Piaskach w 1912 r.;
- Plewa Jarosław – ppor. 56 pp. z OZ 25 DP, ur. 1913 r., zamieszkały w Zdunach;
- Robaczyk Stanisław – ppor. rez. 56 pp., ur. w Krotoszynie w 1915 r., absolwent SN w Krotoszynie, nauczyciel;
- Sikora Stanisław – kpt. sł. st. 56 pp. z OZ 25 DP, ur. 1895 r.;
- Sumiński Tadeusz – por. san. rez., ur. 1905 r., absolwent Gimnazjum w Krotoszynie, farmaceuta;
- Szóstak Antoni – ppor. rez. 56 pp., ur. w Salni w 1912 r., zamieszkały w Salni, student medycyny UP;
- Żerdziński Edmund – ppor. rez. 56 pp., ur. 1914 r., urzędnik Zakładu Ubezpieczeń Społecznych w Poznaniu;

## Bykownia (Ukraina)
- Majcherkiewicz Stanisław – ur. w Koźminie w 1898 r.;
- Ziółkowski Antoni – post. Policji Państwowej w Krotoszynie i Ligocie (pow. Krotoszyn), ur. 1906 r.